# Endor
Endor är en fiktiv måne i Star Wars-universumet, som den andra dödsstjärnan ligger i omloppsbana kring under sin konstruktion. Här utspelas det avgörande slaget mellan rymdimperiet och rebellalliansen. Månen är bebodd av ewoker, duloker, yuzzums och ett stort antal andra varelser. Som inspelningsplats i filmen användes Redwood National and State Parks i Kalifornien.

### Fotnoter
1. ↑  ”Redwood National and State Parks” (på engelska). USA:s inrikesdepartement. http://www.nps.gov/getaways/redw/. Läst 14 augusti 2015.
2. ↑  Kyle N. Ormiston (13 december 2019). ”11 Star Wars Locations You Can Visit in Real Life” (på svenska). Afar. https://www.afar.com/magazine/star-wars-filming-locations-you-can-visit-in-real-life. Läst 1 december 2022.